# Leif Gustafsson
Leif "Gusten" Gustafsson (7 oktober 1951) is een Zweeds voormalig motorcoureur. Hij is eenmalig Grand Prix-winnaar in het wereldkampioenschap wegrace.

## Carrière
Gustafsson maakte zijn internationale motorsportdebuut in 1972, toen hij deelnam aan zijn thuis-Grand Prix in de 50 cc-klasse van het wereldkampioenschap wegrace op een Delta. Hij kwam in deze race echter niet aan de finish. In 1973 reed hij twee races in zowel de 50 cc- als de 250 cc-klasse voor respectievelijk Monark en Yamaha. In de 50 cc was een achtste plaats in Spanje zijn beste resultaat, terwijl in de 250 cc een vijfde plaats in Zweden zijn hoogste klassering was.
In 1974 reed Gustafsson een volledig seizoen in het WK 125 cc op een Maico. Een vierde plaats in zijn thuisrace was zijn beste resultaat en hij werd met 23 punten achtste in het klassement. In de 250 cc reed hij enkel de laatste vijf races voor Yamaha, waarin hij twee WK-punten scoorde met tiende plaatsen in Finland en Joegoslavië. Verder debuteerde hij in de 500 cc-klasse in Zweden, maar kwam hierin niet aan de finish. In 1975 beleefde hij zijn beste seizoen. In de 125 cc behaalde hij een podiumplaats in de seizoensopener in Frankrijk, voordat hij de voorlaatste race in Tsjecho-Slowakije wist te winnen. Met 72 punten werd hij achter Paolo Pileri, Pier Paolo Bianchi en Kent Andersson vierde in het klassement. In de 250 cc waren twee vierde plaatsen in Duitsland en Tsjecho-Slowakije zijn beste resultaten, waardoor hij met 33 punten achtste werd.
In 1976 reed Gustafsson een volledig seizoen in het WK 250 cc. Hij kwam enkel tot scoren met een achtste plaats in zijn thuisrace, waardoor hij met 3 punten op plaats 28 eindigde. In de 125 cc reed hij twee races als vervanger van de gestopte Kent Andersson, waarin een vierde plaats in Zweden zijn hoogste klassering was. Verder reed hij in zeven van de tien races van het WK 350 cc, waarin hij alleen met een vierde plaats in Oostenrijk punten scoorde. In 1977 reed hij een Grand Prix in de 125 cc op een Morbidelli, vijf races in de 250 cc en twee in de 350 cc, allebei voor Yamaha. Hij eindigde in geen van de races in de top 10 en scoorde zodoende geen WK-punten.
In 1978 reed Gustafsson zijn laatste volledige seizoen in de 250 cc voor Yamaha. Een tiende plaats in België was zijn beste resultaat, waardoor hij met 1 punt op plaats 32 eindigde. Daarnaast reed hij in vier 350 cc-races, eveneens voor Yamaha, waarin een negende plaats in Groot-Brittannië zijn hoogste klassering was. In 1979 reed hij in Spanje zijn laatste Grand Prix in de 250 cc-klasse op een Kenteco, waarin hij zestiende werd.